# 新潟県立柏崎高等学校
新潟県立柏崎高等学校（にいがたけんりつかしわざきこうとうがっこう、英語: Niigata Prefectural Kashiwazaki Senior High School）は、新潟県柏崎市に所在する県立高等学校。文部科学省スーパーサイエンスハイスクール「実践型」指定校。

## 概要
1900年に新潟県立高田中学校柏崎分校として開校した公立の高等学校。学校周辺地域での通称は柏高（はっこう）。柏崎市内の高等学校の中では進学率が高い。
生徒心得は存在するが、制服はなく、私服で通学出来る高等学校である。
2007年度に理数系大学・学部を目指す理数コースが1学級設置された。理数コースは、新潟県内の医師不足解消を目標に国公立大学医学部受験で必要な理数科目に重点を置いたカリキュラムとなっていたが、募集は2017年度を最後に停止された。
学校周辺は柏崎市の中心部で、日本海が間近に広がっている。学校周辺には市役所、市営陸上競技場等が有り、道路を挟んで新潟県立柏崎工業高等学校が隣接している。
本校のグラウンドはかつて野球場としても使用されており、高校野球予選の新潟大会や市の野球大会などが行われていたことから「柏崎高校球場」とも呼ばれていた。また1950年には読売ジャイアンツ対大洋ホエールズの公式戦が行われたこともある。現在も野球場として使われた当時のスタンドの一部が、グラウンド内に残存している。なお、2003年3月には野球部が「21世紀枠」でセンバツに出場した。

## 教育目標
出典：
1. 能動的な学習をすすめ、論理的思考力と個性的創造力に富む人間を育成する。
2. 伝統を負う団体の一員として、また平和な国家社会の形成者として責任を自覚しつつ、自己実現の努力を惜しまない、品位の高い人間を育成する。
3. 体育スポーツに親しみ、積極的に体力の充実をはかり、自信を持って学校生活を送ることのできる気魄ある人間を育成する。

## 特色ある学校づくり
出典：「特色ある学校づくりに係る資料」（該当年度不詳）

### 校長として目指している学校像
知・徳・体及び知・情・意のバランスのとれた全人教育を目指す
1. 生徒の進路希望実現のため、全教職員が教育公務員として最大限の努力をしていく
2. 生徒が学校へ帰属感を持ちながら、他人の心の痛みを分かることのできる真の教養ある人間の育成を目指す
3. 高い学力を十分身に付け、自分の将来を自ら切り開くことのできる逞しい人間の育成を目指す
4. 規範意識を持ち、心身ともに健康で将来社会にとって有為な人間の育成を目指す

### 学校の目標を実現するために必要な教師像
1. 生徒の進路実現のため、根気強く進路指導、学習指導のできる教師
2. 愛情と厳しさを兼ね備え、適切な生徒指導のできる教師
3. 全体の奉仕者としての意識を持ち、自らも絶えず研鑽に励む教師

## 校歌
- 『新潟県立柏崎高等学校校歌』（作詞：中西利徳・作曲：村山沼一郎）[6]

## 学校行事
主な出典：
| - 入学式・始業式（4月） - 新入生合宿 （4月） - 進路講演会 （5月） | - 体育祭 （6月） - 学習合宿 （8月、希望者） - 文化祭「柏高祭」（9月） | - 米山登山 （10月） - 文化行事 （11月） - 2年クラス旅行（10月） | - 1年スキー教室（1月） - スポーツ大会 （2月） - 卒業式・終業式（3月） |

## 部活動・委員会
運動部
- サッカー部
- 水泳競技部
- 山岳部
- ソフトテニス部
- 卓球部
- バレーボール部
- 野球部
- 陸上競技部
- バスケットボール部
- ハンドボール部
- バドミントン部
- テニス部
- 弓道部

学芸部
- 英語部
- 演劇部
- 美術工芸部
- 書道部
- 生物部
- 文芸部
- 写真部
- 吹奏楽部
- 家庭部
- フォークロック部

委員会
- 親友会執行部
- 総務委員会
- 保健美化委員会
- 体育委員会
- 図書委員会
- 広報委員会
- 応援委員会
- 行事実行委員会
- 校内生活委員会（週番）
- 選挙管理委員会

## 沿革
主な出典：
- 1900年3月30日 - 新潟県立高田中学校柏崎分校として開校。
- 1901年4月20日 - 第一回創立記念式典挙行（創立記念日）
- 1902年2月26日 - 高田中学校より独立、新潟県立柏崎中学校と改称。
- 1948年4月1日 - 新潟県立柏崎高等学校と改称。
- 1948年6月1日 - 定時制課程併設（現在は閉課）。
- 1950年4月1日 - 男女共学開始、女子生徒37名入学。
- 1966年3月 - 中学区制へ移行、入試教科を9教科→5教科へ変更。
- 1973年 - 「服装自由化宣言」[8]。制服を廃止。
- 1974年4月1日 - 小国分校を本校へ移管。
- 1989年4月1日 - 平成元年度入学生が1学級増の8学級募集となる（単年度措置）。
- 1998年4月1日 - 平成10年度入学生より1学級減の6学級募集となる。
- 2000年11月5日 - 創立100周年記念式典挙行。
- 2001年4月1日 - 普通コース4学級、探究コース2学級を設置。長岡学区と同学区となる。
- 2002年4月1日 - 平成14年度入学生が1学級増の7学級募集となる（単年度措置）。
- 2003年3月22日 - 野球部が「21世紀枠」でセンバツに出場した。
- 2007年4月1日 - 普通科5学級、理数コース1学級へ転換。
- 2007年7月16日 - 新潟県中越沖地震発生。校舎内外に被害を受ける。
- 2008年 - 文部科学省スーパーサイエンスハイスクールに指定される。小国分校を閉校、学区制撤廃。
- 2010年11月6日 - 創立110周年記念式典挙行。
- 2012年12月27日 - 韓国新道林（シンドリム）高等学校と姉妹校提携。
- 2013年4月1日 - 文部科学省スーパーサイエンスハイスクール「実践型」に再指定される。
- 2014年4月1日 - 普通科が1学級減で、5学級編成になる。
- 2018年4月1日 - 文部科学省スーパーサイエンスハイスクール「実践型」に再指定される。
- 2020年10月23日 - 創立120周年記念式典挙行[9]。

## 交通
- JR信越本線・越後線柏崎駅徒歩13分
- JR越後線東柏崎駅徒歩14分

## 著名な出身者

### 政界
現職
- 桜井雅浩 - 柏崎市長

元職
- 会田洋 - 前柏崎市長
- 平山征夫 - 元新潟県知事
- 柴野たいぞう - 元衆議院議員（中退）
- 近藤正道 - 元参議院議員・社民党・新潟県選挙区選出

### 官界
- 小和田恆[注釈 2] - 外交官、元外務事務次官、元国連大使、元国際司法裁判所所長、国際法学者、皇后雅子の父
- 藤島安之 - 元駐パナマ大使、元通産官僚
- 矢代隆義 - 第86代警視総監
- 吉川浩民 - 自治・総務官僚

### 経済界
- 植木義明 - 植木組代表取締役社長
- 小林公生 - 元カルピス食品工業社長
- 近藤史朗 - 元リコー代表取締役社長・会長
- 矢代秀己 - 元ジョナサン代表取締役社長・取締役会長、元小僧寿し代表取締役社長
- 渡辺義介 - 元日本製鐵社長、北支那製鉄社長、農商務省出身

### 学界
- 北原保雄 - 元筑波大学長、明鏡国語辞典編者
- 生田房弘 - 新潟大学名誉教授、神経病理学者
- 大矢政徳 - 明治大学国際日本学部専任教授、言語学者

### メディア
- 堀井真吾 - 声優
- 板谷学 - 中京テレビ放送元アナウンサー、現製作局プロデューサー
- 和田朋子（旧姓杉山朋子) - 新潟放送元アナウンサー、現ラジオパーソナリティ
- 佐藤早苗 - ノンフィクション作家、元学校法人中延学園理事長[要出典]
- 若山三郎 - 作家
- 増井修 - 元rockin'on、BUZZ編集長
- 杉田愉 - 映画監督、新潟産業大学客員講師、国際映像メディア専門学校講師

### スポーツ
- 矢島秀三 - メキシコシティ、ミュンヘンオリンピック水球日本代表として2大会出場
- 松原薫 - ソウルオリンピック陸上男子4×100Mリレー出場･準決勝進出
- 村山哲二 - プロ野球独立リーグ･BCリーグ代表

### その他
- 石黒敬七 - 柔道家、とんち教室に出演
- 近藤正和 - 将棋棋士
- 二宮洸三 - 気象業務支援センター理事長
- 蓮池薫 - 新潟産業大学非常勤講師・嘱託職員、北朝鮮による拉致被害者
- 蓮池透 - 北朝鮮による拉致被害者家族連絡会副代表